# Тора
Тора (хебр. תּוֹרָה — „наук“, “учење“) или Закон, позната и као Петокњижје (грч. Πεντάτευχος), обухвата пет књига Мојсијевих, које представљају темељ јудаистичког правног и етичког учења. Термин у целовитости се односи на основне јеврејске законске и етичке религиозне текстове. Када се не користи одређени члан обично се односи на „Сефер Тору” (ספר תורה, „књига Тора”) или Тора свитак, писан на пергаменту на формалан, традиционалан начин, а писао га је посебно оспособљен писар. У прве четири књиге Библије ова реч се редовно користи да би се указало на неку посебну поуку или наук. У Законима поновљеним то постаје лична именица која означава само Петокњижје (првих пет књига Библије). Таква употреба као у Законима поновљеним, започета у очекивању довршавања Петокњижја, остала је доминантна у даљем развоју јеврејске Библије, а повремено је појачавана и изразима као што су свитак Торе или Господња Тора или Мојсијева Тора. У песничким контекстима и у Причама Соломoновим конотације нису јасне. Проширујући дефиницију у другом правцу, Мишна и Талмуд говоре о усменој Тори која прати писану Тору, где удружено изучавање једне и друге представља онај крајњи мистички животни подухват. У академским круговима Тора се користи да означи доктрину, хипотезу или дисциплину.
Тора је најсветија од свих светих књига и списа у јудаизму. То је прво од три дела Танаха (хебрејске Библије), основа је верских докумената јеврејства и подељена је у пет књига, чија су имена Књига Постанка, Књига Изласка, Левитски законик, Књига Бројева, и Поновљени закон, према њиховим темама (њихова хебрејска имена, Берешит, תיבשאר, Шемот מותש, Ваyикра ארקיו, Бамидбар ר ב דמב и Деварим םירבד су изведени од њихових почетних стихова). Тора садржи низ књижевних врста, укључујући алегорије, историјске приповести, поезију, родословља и излагања различитих закона. Према рабинској традицији, Тора садржи 613 мицви (מצוות, „заповеди”), које су подељене у 365 негативних и 248 позитивних наредби. У рабинској књижевности, реч „Тора” означава и писани текст, „Тора Шебихтав” (תורה שבכתב, записана Тора), као и усмено предају, Тора Шебе'ал Пех (תורה שבעל פה, усмена Тора). Усмени део који се састоји од традиционалних тумачења и проширења, а који се преносио са колена на колено сада утеловљен у Талмуду и Мидрашу.
Јеврејска верска традиција приписује ауторство Торе Мојсију кроз процес божанског надахнућа. Овај вид ауторства прво је експлицитно изражен у Талмуду и датира од 3. до 6. века, а темељи се на текстуалној анализи одломака Торе и каснијих књига хебрејске Библије. Према датирању текста ортодоксних рабина откриће Торе Мојсију се догодило 1280. п. н. е. на Синајској гори.
Део савремених библијских научника датира завршетак Торе, као и пророке и историјске књиге, од 539. до 334. п. н. е. Научна је расправа већим делом XX века била формулисана као документарна хипотеза, према којој је Тора синтеза докумената из малог броја иначе независних извора. Ван свог средишњег значења код Јевреја, Тора је прихваћена у хришћанству као део Библије, који садржи првих пет књига Старог завета. Различите деноминације Јевреја и хришћана имају велику разлику у ставовима о тачности Писма. Тора је у одређеној мери прихваћена код Самарићанаца и других као аутентична објава Бога Израелу. Ислам на Тору (Теврат) и Јеванђеља (Инџил) гледа као на аутентичну објаву од Бога, оштећену оним што су људи додавали и мењали.

## Значење и имена
Реч „Тора” на хебрејском је изведена из корена ירה који у хифил конјугацији значи „учити” (усп. Лев. 10,11). Значење речи је, дакле „наук”, „доктрина”, или „упут”, иначе опште прихваћени „закон” оставља криви утисак. Други контексти превода укључују речи: обичај, теорија, смернице, или систем. Израз „Тора” се, дакле, користи и у смислу јеврејског писаног и усменог закона, и обухвата цели спектар ауторитативних јеврејских верских учења кроз историју, укључујући Мишна, Талмуд, Мидраш и остале, а криво тумачење „Торе” као „Закона” може бити препрека за разумевање идеала који је сажет у појму Талмуд Тора (תלמוד תורה, „учење Торе”).

### Унутар хебрејске Торе
Најранији назив за први део Библије чини се да је био „Мојсијева Тора”. Овај наслов, међутим, не налази се у самој Тори, ни у књижевним делима пророка пре изгнанства. Он се појављује у Јошуи (8,31-32; 23,6) и у књигама о краљевима (1 Кр 2,3; 2 Кр 14,6, 23,25), али не може се рећи да се то односи на цели корпус. Насупрот томе, вероватно је да је његова употреба у делима после изгнанства (Мал 3,22; Дан. 9,11. 13; Езра 3,2, 7,6; Нех. 8,1) имала намену да буде свеобухватна. Остали наслови били су „Књига Мојсијева” (Езр 6,18; Нех 13,1; II Љет 35,12; 25,4; усп. Краљева II 14:6) и "Књига Тора" (Нех. 8:3).
Израз „Пентатеух” (Πεντάτευχος, дословно „пет свитака”) грчки је израз који се односи на „Мојсијево Петокњижје”. Прва позната употреба овог појма датира из 150. - 175. године, и тај израз, међу осталима, користе Ориген, Атанасије и Тертулијан. Хебрејски израз „Сефер Тора” (ספר תורה - „књига Тора”) односи се на Петокњижје писано на пергаменту.

## Ауторство

### Традиционална приписивање ауторства
Према Католичкој енциклопедији приписивање Торе Мојсију потиче из Библије пошто се Тора у неким књигама Старог завета назива Књигом Мојсијевом, Законом Мојсијевим, итд. Идеја да је Мојсије аутор Торе налази се и у Новом завету. Јосип Флавије, римски историчар, такође је сматрао да је Мојсије написао Тору. У Талмуду је исто тако изражена та идеја. То се вероватно темељи на неколико стихова у Тори где се описује Мојсијево писање „Торе” (упутстава од Бога). У Талмуду је тачно објашњено како је Тора пренесена Мојсију. Према Вавилонском Талмуду Тора је дата у низу малих свитака, и подразумева се да је писана поступно и састављена из разних докумената током времена. Друго је мишљење да је Мојсије целу Тору добио у једном тренутку.
Према Мајмониду, рабину и филозофу из XII века, Мојсије је аутор Торе, примио ју је од Бога божанским надахнућем или диктатом 1313. п. н. е.
Каснији рабини и хришћански научници приметили су неке проблеме код Мојсијева ауторства, посебно чињеницу да Поновљени закон описује Мојсијеву смрт. Стога су касније верзије традиције сматрале да су неке делове Торе додали други - Мојсијева смрт посебно је приписана Јошуи. Талмуд сматра да је Мојсије писао Поновљени закон у очекивању смрти. Друга традиција каже да је Јошуа додао те речи након Мојсијеве смрти и да се посљедњи стихови Поновљеног закона читају као епитаф Мојсију.
Мојсијево ауторство су били прихватили Јевреји и хришћани, без много дискусије све до XVII века када је порастао број световних училишта и припадајућа спремност да се преиспита Библија у потпуности.

### Документарна хипотеза
Већина модерних научника вјерује да је Тора производ многих руку, протежући се током многих векова, до коначне форме око 6. и 5. века п. н. е. Према најутицајнијој верзији тзв. документарне хипотезе, коју је формулирао Јулијус Велхаузен (1844 - 1918), Петокњижје се састоји од четири засебна и препознатљива текста, која оквирно датирају од Соломоновог раздобља до изгнанства. После прогонства писмознанци су сакупили разне текстове у један документ (Петокњижје).

## Структура
Према класичном јеврејском ставу приче у Тори нису увек хронолошки поређане. Понекад су поређане по правилу: „Не постоји 'раније' и 'касније' у Тори” (אין מוקדם ומאור בתורה Ein mukdam u'meuchar baTorah). Овај став су прихватили ортодоксни Јевреји. Неортодоксни сматрају те исте текстове знаком да је Тора састављена из ранијих текстова (документарна хипотеза.)